# Distrito de Fernando Lores
El Distrito peruano de Fernando Lores es uno de los 11 distritos de la Provincia de Maynas, ubicado en el Departamento de Loreto, perteneciente a la Región Loreto. Su capital es la ciudad de Tamshiyacu.
Desde el punto de vista jerárquico de la Iglesia católica forma parte del Vicariato Apostólico de San José de Amazonas.

## Geografía
La capital se encuentra situada a 480 m s. n. m. y a una hora de la ciudad de Iquitos.

## Historia
Fue creado por Ley N° 8311 del 8 de junio de 1936, durante el gobierno del presidente Óscar R. Benavides.

## Capital "Tamshiyacu"
- Tamshiyacu con 19.638 habitantes

## Autoridades

### Municipales
- 2019 - 2022[4]
  - Alcalde: Clever José Ruiz Ruiz, de Restauración Nacional.
  - Regidores:

  1. Julio Gómez Rengifo (Restauración Nacional)
  2. Melina López Tuesta (Restauración Nacional)
  3. Ytler Américo Yumbato Arévalo (Restauración Nacional)
  4. Gloria Teresa Arévalo Cortegano (Restauración Nacional)
  5. Daniel Borbor Vargas (Movimiento Esperanza Región Amazónica)